# Wasabi (filme)
Wasabi (bra: Wasabi; prt: Wasabi - Duros de Roer), também conhecido como Wasabi, la petite moutarde qui monte au nez, é um filme nipo-francês de 2001, dos gêneros ação, drama, comédia e policial, dirigido por Gérard Krawczyk, com roteiro de Luc Besson, que também produziu o longa.

## Elenco
- Jean Reno (Hubert Fiorentini)
- Ryoko Hirosue (Yumi Yoshimido)
- Michel Muller (Momo)
- Carole Bouquet (Sofia)
- Ludovic Berthillot (Jean-Baptiste)
- Michel Scourneau (Van Eyck)
- Jean-Marc Montalto (Olivier)
- Alexandre Brik (Irène)
- Fabio Zenoni (Betty)
- Jacques Bondoux (Del Rio)
- Yoshi Oiwa (Takanawa)
- Haruhiko Hirata (Ishibashi)
- Yuki Sakai (Miko)